# 加拿大元
加拿大元（英語：Canadian dollar；ISO 4217貨幣碼：CAD），簡稱加元或加幣，是加拿大的法定貨幣，自1858年起使用，通常以$、C$、Can$或加元等簡稱。1加元相等於100加拿大分。
加拿大使用的所有硬幣由皇家加拿大鑄幣廠鑄造，所有紙幣則由加拿大印钞有限公司印製。2011年6月20日，加拿大银行在渥太华总部公布了用特殊塑料制成、包含先进防伪技术的新型塑质钞票（先锋者系列），以遏制在货币流通领域的高技术犯罪并节约印制钞票费用，這一技術是參考由澳洲印鈔公司（Note Printing Australia）於1995年發行的澳元。

## 历史
1841年，加拿大省通过了基于哈利法克斯体制的一个新的货币体系。新的加拿大镑等于4美元（92.88格令黄金），一英镑等于加拿大镑1镑4先令又4便士。因此，新加拿大镑折合英镑16先令5.3便士。
自1850年起出现长达的10年争论，内容是加拿大是采取英镑的货币体系，还是基于美元的十进制货币体系。实用性与邻近美国是越来越多的贸易关系的原因，当地居民期望加拿大与美国的货币单位互通，但在伦敦当局仍然倾向于英制货币体系的想法，因英镑是整个大英帝国唯一通行的货币。在1851年，加拿大立法局和加拿大省议会通过了一项结合英镑单位兼具十进制模式的造币法案。当时的想法是将通过十进制模式铸造的货币能与美元相对应。
作为一种折衷办法，加拿大省立法局和省议会在1853年通过的法案，基于英国的索维林和美国鹰金币上，创制了加拿大的金本位。该金本位，确认索维林为法定货币且1英镑= 4.86又2/3美元。当时没有任何货币依据1853年法令铸造。而在当时担当法定货币的一众纯银铸币被非货币化。英国当局在原则上允许使用十进制造币，但依然坚持能把“皇家”的名称加注到一个纯银货币单位之上。然而，在1857年，加拿大省决定引进一种能与美元相对应的十进制货币。因此，当新的十进制货币在1858年推出时，加拿大省的货币能与美国货币相一致，尽管英国的索维林仍然是法定货币，且1英镑= 4.86又2/3加元的比率，直至20世纪90年代才结束。 1859年，加拿大省当局首次印制十进制面额的邮票。
1861年，新不伦瑞克省和新斯科舍省根据加拿大省的法案采用基于美元的十进制货币体系。在接下来的一年中，加拿大省发行的邮票面额里出现元和分。
纽芬兰省在1865年采用十进制货币体系，但在加拿大新不伦瑞克省和新斯科舍省的情况不同的是，它的基准为西班牙银圆，而非美元，这两种货币之间有细微的差别。创制于1792年的美元正是基于已磨损的西班牙银圆的平均重量。正因为如此，西班牙银圆价值较美元略高，故纽芬兰元的价值略高于加拿大元。
1867年，加拿大省、新不伦瑞克和新斯科舍三省合并成为加拿大自治领，三种货币统一。
| 加拿大货币     | 加拿大货币 | 加拿大货币 | 加拿大货币     |
| 货币           | 使用时间   | 换算成英镑 | 换算成加拿大元 |
| -------------- | ---------- | ---------- | -------------- |
| 加拿大镑       | 1841–1858  | 16s 5.3d   | $4             |
| 加拿大元       | 1858至今   | 4s 1.3d    | $1             |
| 新不伦瑞克元   | 1860–1867  | 4s 1.3d    | $1             |
| 卑诗元         | 1865–1871  | 4s 1.3d    | $1             |
| 爱德华王子岛元 | 1871–1873  | 4s 1.3d    | $1             |
| 新斯科舍元     | 1860–1871  | 4s         | $0.973         |
| 纽芬兰元       | 1865–1895  | 4s 2d      | $1.014         |
| 纽芬兰元       | 1895–1949  | 4s 1.3d    | $1             |

1871年，爱德华王子岛加入基于美元的十进制体系的序列，并发行1分硬币。然而，当爱德华王子岛在1872年加拿大自治领之后，其货币也被加元合并了。
联邦议会在1871年4月通过《统一货币法》，加拿大元取代各省货币。第一次世界大战期间，加拿大暂时放弃金本位，后于1933年4月10日明确取消。第二次世界大战爆发时，加元与美元的汇率固定在1.1加元= 1美元。而在1946年两者达到平价。 1949年，随着英镑贬值，汇率回落到1.1加元= 1美元的水平。然而，1950年加拿大放松紧盯美元的汇率政策，允许加元浮动，直至1962年1加元=0.925美元时才重置到挂钩状态。该联系汇率持续到1970年，才放松加元自由浮动。
1934年加拿大中央银行创建以前以及后来的一段过渡时期，政府发行的纸币和特许银行发行的纸币同时在市面上流通。后来，渣打银行（Chartered Bank）发行的纸币逐渐退出流通领域，到1949年底，特许银行的纸币在实际使用中已不多见。 　　
从1935年以来，加拿大已经一共发行了七个系列的纸币，分别是1935版，1937版，1954版，加拿大风光系列，加拿大鸟類系列，加拿大旅程系列和现在的先鋒者系列。1935年加拿大銀行发行第一批钞票，分别用英语和法语两种文字印刷，以后发行的钞票，都是英法两种文字共同印刷。目前最新的钞票是2011年发行的。

## 面額
加拿大紙幣面額分為$5、$10、$20、$50及$100，其中$5是藍色，$10是紫色，$20是綠色，$50是紅色，$100則是啡色；曾发行$1、$2、$25、$1000。硬幣則有1¢, 5¢, 10¢, 25¢, 50¢, $1及$2；目前50¢仅发行少量供收藏者收藏。所有硬幣正面均有加拿大君主的肖像。2013年2月4日开始，加元的1分硬币已经停止流通，所有原有的分币将被回收，流通的最小面额将变成5分。与之对应的是，在使用现钞时所有除以5分之后不足5分的部分，将会“2捨3入”到5分，但是不影响银行卡等电子消费。

## 流通硬币
| 正面 | 反面 | 面值 | 直径（毫米） | 厚度（毫米） | 重量（克） | 材质                              | 正面标记             | 反面标记                                                                         | 昵称    |
| ---- | ---- | ---- | ------------ | ------------ | ---------- | --------------------------------- | -------------------- | -------------------------------------------------------------------------------- | ------- |
|      |      | 1分  | 19.05        | 1.45         | 2.35       | 94%钢 1.5%镍 4.5%铜               | 伊丽莎白二世侧面头像 | 加拿大国树枫树叶片，上有面值，下有国名，左侧有铸造年号。現已不通行。             | Penny   |
|      |      | 5分  | 21.2         | 1.76         | 3.95 g     | 94.5%钢 3.5%铜 2%镍               | 伊丽莎白二世侧面头像 | 前爪伏在圆木上的一只海狸，有面值，国名和铸造年号。                               | Nickel  |
|      |      | 10分 | 18.03        | 1.22         | 1.75       | 92%钢 5.5% 铜 2.5%镍              | 伊丽莎白二世侧面头像 | 一艘扬帆的三桅渔船，有面值，国名和铸造年号。                                     | Dime    |
|      |      | 25分 | 23.88        | 1.58         | 4.4        | 94%钢 3.8%铜 2.2% 镍              | 伊丽莎白二世侧面头像 | 一头驯鹿的头部，有面值，国名和铸造年号。                                         | Quarter |
|      |      | 1元  | 26.5         | 1.75         | 7          | 12% 铁 8.5%铜 91.5%镍             | 伊丽莎白二世侧面头像 | 早期：两名运货人用独木舟载运毛皮 1987年后铸造：白嘴潜鸟 有面值，国名和铸造年号。 | Loonie  |
|      |      | 2元  | 28           | 1.8          | 7.3        | 外环：99%镍 中心：92%铜 6%铝 2%镍 | 伊丽莎白二世侧面头像 | 一只成年北极熊，有面值，国名和铸造年号。                                         | Toonie  |

## 流通纸币
| 正面 | 背面 | 面值  | 主题颜色 | 系列         | 名称           | 正面图案                                                                                        | 背面图案 | 版次                               | 首次发行       | 逐步回收日期  |
| ---- | ---- | ----- | -------- | ------------ | -------------- | ----------------------------------------------------------------------------------------------- | --- | ---------------------------------- | -------------- | ------------- |
|      |      | 5元   | 蓝色     | 加拿大旅程   | 快乐的冬季运动 | 加拿大第8任总理，首位法裔总理，威尔弗里德·劳雷尔（Wilfrid Laurier）；加拿大国徽；国会山庄西楼。 | 正在从事雪橇，滑冰和冰球等冬季运动的孩子们的图片。并附有洛奇·凯瑞（Roch Carrier）关于冰上运动的名言。                                                                                                 | 2001/2003/2004/2005                | 2002年5月27日  | 2013年末      |
|      |      | 5元   | 蓝色     | 加拿大旅程   | 快乐的冬季运动 | 加拿大第8任总理，首位法裔总理，威尔弗里德·劳雷尔（Wilfrid Laurier）；加拿大国徽；国会山庄西楼。 | 正在从事雪橇，滑冰和冰球等冬季运动的孩子们的图片。并附有洛奇·凯瑞（Roch Carrier）关于冰上运动的名言。                                                                                                 | 2006/2008/2009/2010/2011           | 2006年11月5日  | 2013年末      |
|      |      | 5元   | 蓝色     | 先锋者       | 太空           | 加拿大第8任总理，首位法裔总理，威尔弗里德·劳雷尔（Wilfrid Laurier）；加拿大国徽；国会山庄西楼。 | 移动维修系统Canadarm2和德克斯特机器人 | 2013                               | 2013年11月7日  |               |
|      |      | 10元  | 紫色     | 加拿大旅程   | 维护和平       | 加拿大首任总理 约翰·麦克唐纳（John.A. MacDonald）；国会图书馆。                                 | 与“战争和国殇”有关的元素-联和部队女兵，警卫，儿童和老兵，和平鸽和虞美人花；加拿大诗人约翰·麦格雷的名篇《在法蘭德斯戰場》。                                                                            | 2000/2001/2002/2004                | 2001年1月17日  | 2013年末      |
|      |      | 10元  | 紫色     | 加拿大旅程   | 维护和平       | 加拿大首任总理 约翰·麦克唐纳（John.A. MacDonald）；国会图书馆。                                 | 与“战争和国殇”有关的元素-联和部队女兵，警卫，儿童和老兵，和平鸽和虞美人花；加拿大诗人约翰·麦格雷的名篇《在法蘭德斯戰場》。                                                                            | 2004/2006/2008/2009                | 2005年5月18日  | 2013年末      |
|      |      | 10元  | 紫色     | 先锋者       | 铁路           | 加拿大首任总理 约翰·麦克唐纳（John.A. MacDonald）；国会图书馆。                                 | 一辆行驶中的火车、加拿大的落基山脉、铁路运营图 | 2013                               | 2013年11月7日  |               |
|      |      | 10元  | 紫色     | 2018竖版纸币 |                | 加拿大民权运动非裔女商人维奥拉·戴斯蒙德和哈利法克斯街道网格                                     | 温尼伯的加拿大人权博物馆 | 2018                               | 2018年11月19日 |               |
|      |      | 20元  | 绿色     | 加拿大旅程   | 艺术的旅程     | 加拿大女王伊丽莎白二世和加拿大国会山。                                                          | 雕塑《大乌鸦与海达族祖先》,《海达瓜依的精神》，《海达大灰熊》和《神话信使》；加布里埃尔·罗伊的名言。                                                                                                  | 2004/2005/2006/2007/2008/2010/2011 | 2004年9月29日  | 2012年        |
|      |      | 20元  | 绿色     | 先鋒者       | 紀念碑         | 加拿大女王伊丽莎白二世和加拿大国会山。                                                          | 維米嶺戰役纪念碑 | 2012                               | 2012年11月     |               |
|      |      | 50元  | 红色     | 加拿大旅程   | 国家的建立     | 加拿大第11、13、15任总理威廉·莱昂·麦肯齐·金（William Lyon Mackenzie King）。                    | 主景是著名五君子塑像、以女权主义者卡斯格兰的名字命名的“卡斯格兰志愿者服务奖”奖章、象征公平和正义的天平、用英、法两种文字印刷的约翰·彼得斯·汉弗莱先生起草的《世界人权宣言》草案初稿。                  | 2004/2006/2008/2011                | 2004年11月17日 | 2012年3月26日 |
|      |      | 50元  | 红色     | 先鋒者       | 北极           | 加拿大第11、13、15任总理威廉·莱昂·麦肯齐·金（William Lyon Mackenzie King）。                    | 破冰船CCGS Amundsen号进行科学研究；加拿大北极地区地图；因纽特文“北极”。 | 2012                               | 2012年3月26日  |               |
|      |      | 100元 | 黄色     | 加拿大旅程   | 探索与创新     | 加拿大第9任总理罗伯特·莱尔德·博登（Sir Robert Laird Borden）。                                  | 主图案是地质遥感技术下的加拿大地形图，其左上方问为遥感卫星，左下方是卫星接收器，代表了加拿大科学技术的发达。左下方为山姆·德·尚普蘭(Samuel de Champlain)绘制的加东探险图和当时的探险交通工具——独木舟。 | 2003/2005/2006/2009/2011           | 2004年3月17日  | 2011年11月4日 |
|      |      | 100元 | 黄色     | 先鋒者       | 医学成就       | 加拿大第9任总理罗伯特·莱尔德·博登（Sir Robert Laird Borden）。                                  | 加拿大的医学成就。 | 2012                               | 2011年11月4日  |               |

## 引用
1. . 中华人民共和国国家质量监督检验检疫总局/中国国家标准化管理委员会. 2008-07-01.
2. ↑  . PrintAction. December 2, 2011  [January 28, 2013]. （原始内容存档于2013-12-20）.
3. ↑  . 加拿大联邦政府.   [4 February 2013]. （原始内容存档于2013-02-08）.